# اوئوزو، تویاما
اوئوزو در استان تویاما در کشور ژاپن واقع شده‌است  که دارای جمعیت ۴۵٬۹۴۵ نفر و مساحت ۲۰۰٫۶۳ کیلومتر مربع با تراکم جمعیت ۲۲۹  نفر در کیلومترمربع است و در تاریخ ۱ آوریل ۱۹۵۲ به عنوان شهر شناخته شد.